# IFNB1
IFNB1‏ (Interferon beta 1) هوَ بروتين يُشَفر بواسطة جين IFNB1 في الإنسان.